# Blue Jay
Pour plus de détails, voir Fiche technique et Distribution.
Blue Jay (littéralement traduit par Le geai bleu) est un film américain réalisé par Alexandre Lehmann sorti en 2016.

## Synopsis
Jim Henderson (Mark Duplass) retourne dans sa ville natale de Californie avec l'intention de rénover et de vendre la maison de sa défunte mère. En faisant ses courses dans un supermarché, il croise Amanda (Sarah Paulson), son ancienne amoureuse du temps où ils étaient lycéens. Les deux se saluent, et en restent là, car Jim ne veut pas empêcher Amanda de faire ce qu'elle a à faire. Ils se retrouvent face-à-face sur le parking et ils décident d'aller boire un café au café nommé « Blue Jay ». Ils discutent de ce qui s'est passé dans leur vie depuis leur dernière rencontre. Amanda est partie quand elle s'est mariée avec Chris beaucoup plus âgé qu'elle. Elle reconnait avoir des difficultés à être la belle-mère des deux enfants de son époux. Jim est parti travailler dans l'entreprise de son oncle John qui construit des maisons à Tucson.
Alors que Jim raccompagne Amanda à sa voiture, ils passent devant un magasin de boissons alcoolisées où ils se rendaient fréquemment lorsqu'ils étaient jeunes. Amanda veut y entrer, car elle est certaine que Waynie (Clu Gulager), le propriétaire du magasin, les reconnaîtra malgré les années passées. Jim affirme le contraire. Ils entrent dans le magasin et achètent des bières étrangères en riant. À la satisfaction d'Amanda, Waynie se souvient d'eux et se réjouit que les « deux célèbres tourtereaux » sont toujours ensemble après deux décennies. Amanda et Jim font croire à Waynie qu'ils sont mariés.
Jim et Amanda, assis sur des pierres au bord du lac, mangent des bonbons Jelly bean et boivent des bières en discutant. Jim finit par avouer qu'il a perdu son emploi, car il a frappé son oncle. Amanda demande à Jim de pouvoir aller dans la maison de sa mère. Ils s'y rendent à pieds.
En fouillant dans la maison, ils retrouvent des objets qui leur rappellent d'anciens souvenirs. Amanda découvre une lettre que Jim lui avait adressée quand ils étaient amoureux.

## Fiche technique
- Titre : Blue Jay
- Réalisation : Alexandre Lehmann
- Scénario : Mark Duplass
- Sociétés de production :
- Musique : Julian Wass (en)
- Montage : Christopher Donlon
- Costumes : Stacey Schneiderman
- Pays d'origine :  États-Unis
- Langue de tournage : anglais
- Format : noir et blanc
- Genres : Romance et drame
- Durée : 80 minutes
- Dates de sortie[1] :
  - au Festival international du film de Toronto : 12 septembre 2016
  -  États-Unis : 7 octobre 2016
  -  France : 6 décembre 2016

## Distribution
- Mark Duplass (VF : Guillaume Lebon) : Jim Henderson
- Sarah Paulson (VF : Laurence Dourlens) : Amanda
- Clu Gulager : Waynie

## Production

### Tournage
Le film a été tourné en sept jours.

#### Lieux de tournage
Le film a été tourné à Crestline en Californie.

## Accueil

### Accueil critique
Sur l'agrégateur américain Rotten Tomatoes, le film récolte 90 % d'opinions favorables pour 31 critiques. Sur Metacritic, il obtient une note moyenne de 69⁄100 pour 16 critiques.